# 퍼블 플레이스
《퍼블 플레이스》(Purble Place)는 오베론 게임즈가 개발한 컴퓨터 게임으로 일부 버전의 윈도우 비스타와 윈도우 7에 포함되어 있다. 윈도우 8 버전부터 이 게임이 더 이상 내장되어 있지 않다. 어린이들을 위한 교육 게임으로, 색, 모양, 무늬의 인지를 가르친다.

## 역사
퍼블 플레이스는 체스 타이탄스, 마종 타이탄스와 더불어 윈도우 비스타 빌드 5219에 공개적으로 도입되었다.

## 종류
- 콤파이 케익스(Comfy cakes)
- 퍼블 페어스(Purble pairs)
- 퍼블 숍(Purble Shop)